# Ger Sax
Ger Sax, artiestennaam van Ger van Voorden, (Rotterdam, 10 oktober 1947 - aldaar, 25 april 2017) was een Nederlandse tenorsaxofonist uit Rotterdam die jazz speelde. Hij was een van de oprichters van Kiem, en speelde in Jules Deelder's Trio Me Reet.
Zijn eerste liefde was de gitaar, maar dat vond hij te rustig klinken. Hij kreeg vervolgens rond 1969 een saxofoon in handen en liet niet meer los. Van Voorden begon zijn loopbaan eind jaren 60 bij de free jazz-groep "The New Creators Before and After Christ" (later "The New Creators"), hierna speelde hij meer toegankelijke jazz. Eind jaren zeventig speelde hij in de new wave-groep Willy Nilly, waarmee hij ook opnames maakte. In 1982 begon hij met Huub Kentie en Cees Meurs de groep Kiem, die in Zuid-Europa met The Moneyman een hit scoorde, en op het North Sea Jazz Festival speelde. Met deze band was hij tot 1986 actief. Dat jaar ging hij spelen in Trio Me Reet, de begeleidingsband van Jules Deelder. Van Voorden heeft ook gespeeld in de Rotterdamse groep The Bodysnatchers. Zijn liefde wisselde tussen de sopraansaxofoon (Ger Sax: Lekker handig in het transport als je op straat moet spelen en op reis mag het in je handbagage) en tenorsaxofoon.
Hij was fan van de muziek van Harry Verbeke, Hans Dulfer, Sonny Rollins, Coleman Hawkins, John Coltrane en Ben Webster. Ger Sax gaf in 1985 toe als het ware verslaafd te zijn aan de saxofoon.
Voordat hij in de muziek ging had Van Voorden 'twaalf ambachten en dertien ongelukken', veelal klusjesman. Hij heeft enige tijd gebokst, maar het in-elkaar-slaan van een tegenstander vond hij niets.
Van Voorden overleed aan de gevolgen van kanker. De rouwstoet naar Crematorium Hofwijk in Overschie werd geëscorteerd door zo'n honderd motorfietsen van de Harley Davidson Club Goodfellas, waarvan Van Voorden actief lid was. De aula van het crematorium was afgeladen, waardoor ook de laatste voorstelling van Ger Sax een groot succes wa. Hij wordt overleefd door zijn vrouw Annelies Amsterdam-van Voorden.